# Ligne de Saint-Rambert-d'Albon à Rives
La ligne de Saint-Rambert-d'Albon à Rives est une ligne de chemin de fer française à écartement standard non électrifiée. Elle relie la vallée du Rhône (ligne de Paris-Lyon à Marseille-Saint-Charles) à la préfecture du département de l'Isère. Ce fut la seconde ligne ferroviaire du département de l'Isère, et la première à atteindre Grenoble, dans les années 1850,.
Elle n'est plus exploitée aujourd'hui.

## Histoire
Dès les premiers projets d'établissement d'une ligne de chemin de fer dans la vallée du Rhône, une liaison entre cette ligne et Grenoble, permettant à cette ville d'être en communication avec le nord et le sud du pays, fut jugée nécessaire. Une loi du 16 juillet 1845 autorise la concession par adjudication d'un « Chemin de Lyon à Avignon avec embranchement sur Grenoble ». Cet ensemble est adjugé le 10 juin 1846 à Monsieur Paulin Talabot. Cette adjudication est approuvée par une ordonnance royale le lendemain. Faute de réalisation, cette première concession est déclarée déchue par arrêté ministériel du 28 décembre 1847. Deux nouvelles concessions sont ensuite accordées séparément : pour la seule liaison Lyon - Avignon, le 3 janvier 1852 à un collectif dont Paulin Talabot est absent, et pour l'embranchement de Grenoble le 13 janvier 1855 à la Compagnie du chemin de fer de Saint-Rambert à Grenoble spécialement créée à cette fin.
L'itinéraire choisi était le plus court : de Saint-Rambert-d'Albon, à 60 kilomètres au sud de Lyon et 45 au nord de Valence, la ligne filait plein est à travers la plaine de Beaurepaire jusqu'à l'extrémité est de la plaine de Bièvre, à Beaucroissant, d'où elle plongeait par un large détour sur la vallée de l'Isère, via Rives, Voiron et Moirans,avant de remonter celle-ci jusqu'à Grenoble.
Le 5 novembre 1856, la section de Saint-Rambert à Rives était ouverte, et le 10 juillet 1857 la ligne prolongée jusqu'à Piquepierre, sur la commune de Saint-Martin-le-Vinoux, où une gare provisoire fut établie dans l'attente de la construction d'un pont sur l'Isère permettant d'atteindre Grenoble. Le premier train atteignit la gare de Grenoble le 1er juillet 1858, et la ligne fut officiellement inaugurée en 1860  par Napoléon III, qui effectua le voyage de Saint-Rambert à Grenoble avec l'impératrice Eugénie.
Les  lignes directes de Lyon à Grenoble et de Valence à Grenoble sont concédées à la Compagnie du chemin de fer de Saint-Rambert à Grenoble par une convention signée le 16 mars 1857 entre le ministre des Travaux publics et la Compagnie. Cette convention est approuvée par un décret impérial le 18 mars 1857. Ces deux nouvelles lignes empruntèrent d'ailleurs pour leur partie terminale l'itinéraire de la ligne pionnière : à partir de Beaucroissant pour celle de Lyon, et de Moirans pour celle de Valence. Par une délibération de l'assemblée générale du 26 février 1856, la Compagnie du chemin de fer de Saint-Rambert à Grenoble est rebaptisée « Compagnie des chemins de fer du Dauphiné ». Cette modification est approuvée par décret impérial le 5 décembre 1857. Un traité passé le 22 juillet 1858 entre la Compagnie des chemins de fer de Paris à Lyon et à la Méditerranée et la Compagnie des chemins de fer du Dauphiné prévoit le rachat de cette dernière. Ce traité est approuvé par deux décrets impériaux le 11 juin 1859,.
Ayant perdu sa principale raison d'être, avec l'ouverture des lignes directes entre Grenoble, Lyon et Valence, la petite ligne du début périclita rapidement : dès 1862, elle n'accueillait plus que des omnibus. Les services voyageurs furent supprimés en 1939. La section d'Izeaux à Rives (PK 49,800 à 51,739) fut déclassée par décret le 14 janvier 1972.
Lors de la construction de la ligne, ses promoteurs envisageaient son prolongement vers Briançon et l'Italie, qui « ferait de Grenoble l'entrepôt du commerce de la Haute-Italie et réaliserait le trajet le plus court entre l'Adriatique, le golfe de Gênes et la mer du Nord » (sic). La pénétration dans la vallée de la Romanche ne dépassa jamais le Bourg-d'Oisans, et seulement par le biais de la voie métrique. Puis elle se limita aux usines de Livet-et-Gavet, et la liaison vers l'Italie fut tracée via la Maurienne et le tunnel du Fréjus. Par contre, la ligne eut un prolongement vers l'ouest : traversant le Rhône entre Saint-Rambert et Peyraud, une ligne fut construite jusqu'à Saint-Étienne, en contournant le Massif du Pilat par le sud (via Annonay et Bourg-Argental). De la grande transversale régionale ainsi réalisée (Saint-Étienne - Grenoble sans passer par Lyon), il ne reste aujourd'hui quasiment rien.
En 2013, la ligne reste ouverte au service du fret entre Saint-Rambert-d'Albon et Beaurepaire, qui comporte deux installations terminales embranchées. Le reste de la ligne a le statut de ligne non exploitée et n'a pas été déclassé. L'année 2015 marque la suppression du dernier trafic fret, à l'ouest de Beaurepaire, et dans les années qui suivent, certaines portions du rail traversant la route sont démantelées pour laisser la place au bitume. Cependant la commune de Beaurepaire reste convaincue du caractère essentiel de cette ligne à l'économie locale, et travaille avec un cabinet d'étude à la réouverture de cette ligne qui appartient toujours à SNCF Réseau. Le gestionnaire organise d'ailleurs en été 2022 une campagne de débroussaillage à l’ouest de Beaurepaire, par pâture contrôlée de caprins et d’ovins, rappelant les potentialités de cette ligne.

## Communes traversées
- Saint-Rambert-d'Albon : dès sa construction en 1855, la gare de chemin de fer, grâce à sa position au croisement de l'axe Nord-Sud et de l'axe Est-Ouest, occupa jusqu’à trois cents cheminots. Elle fut incendiée en 1944, puis reconstruite en 1956[19].
- Bougé-Chambalud
- Anneyron
- Épinouze
- Manthes
- Lens-Lestang
- Beaurepaire
- Saint-Barthélemy
- Beaufort : l'inauguration de la halte du Content-Beaufort a lieu le 25 décembre 1901. Le train desservait alors la foire de Beaucroissant, le marché de Beaurepaire et les villages voisins. Lorsque la halte a été supprimée, les trains ont continué un temps le service marchandises jusqu'à l'arrêt total[20].
- Marcilloles : ce village fut longtemps animé par sa gare, qui permettait l’accès au Camp militaire de Chambaran. Elle fut à l’origine de la présence de plusieurs bars et hôtels, et de l’implantation de nombreux marchands agricoles (foin, chevaux...). La gare, désaffectée au milieu du XXe siècle, fut reconvertie en mairie (inaugurée le 8 septembre 2001) et est ainsi redevenue le centre du village. La maison du garde barrière affecté à la gare de la commune est devenue une bibliothèque[21].
- Sardieu
- La Côte-Saint-André
- Brézins : La ligne St Rambert – Rives a vu le jour en 1866, mais ce n'est qu'à la suite d'appels des élus en 1888 et 1892 qu'une gare est créée à Brézins en 1902. Ouverte seulement aux passagers, elle le fut aux marchandises en 1903. La ligne cessa d'être exploitée en 1983 avec les derniers trains de marchandises. La gare fut démolie en 2001.
- Saint-Étienne-de-Saint-Geoirs
- Sillans
- Izeaux
- Beaucroissant
- Rives

## Projet

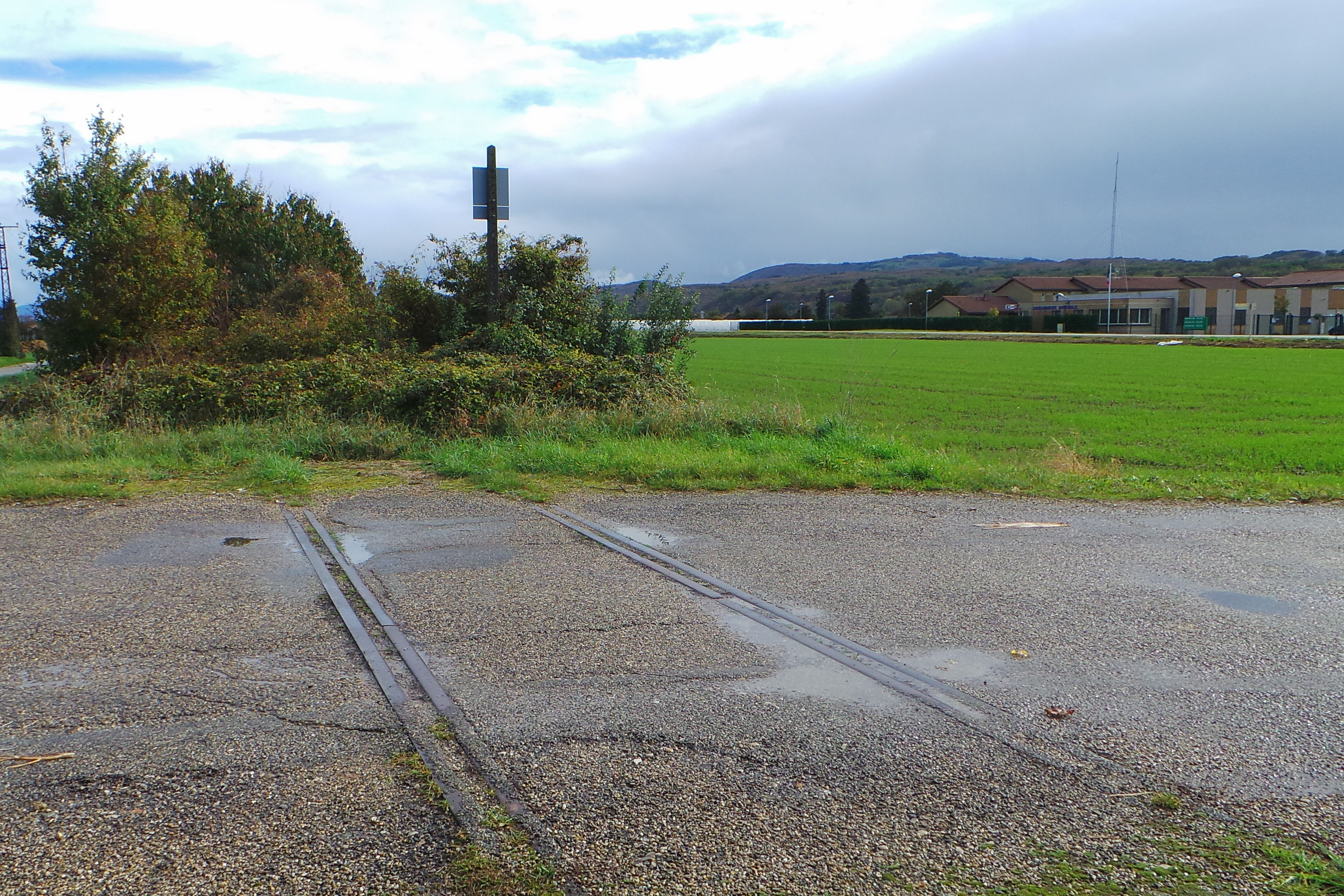
Vestiges de la voie ferrée à Saint-Étienne-de-Saint-Geoirs (chemin du Patou).

Les collectivités locales se font entendre pour réclamer la remise en service de cette ligne. La commune de Beaurepaire, notamment, met en avant la réduction du trafic des poids lourds dans son centre ville, le transport de matières premières et de matériaux par voie ferrée et la valorisation de ses zones d'activités économiques.
La restauration de la bifurcation de Beaucroissant permettrait d'établir à peu de frais[évasif] une liaison ferroviaire entre Grenoble et l'aéroport de Grenoble - Isère, qui borde la ligne entre Brézins et Saint-Étienne-de-Saint-Geoirs. Ce projet est envisagé par le Schéma de cohérence territoriale (SCOT) de la région urbaine grenobloise. La voie est encore partiellement en place sur la ligne, et utilisée entre Saint-Rambert-d'Albon et Beaurepaire.
La ligne est partiellement déclassée[réf. nécessaire]. À la suite d'une action en justice menée par la FNAUT, une convention entre Réseau ferré de France et le Conseil général de l'Isère, qui permettait à ce dernier de réaliser un aménagement routier sur les emprises de la voie ferrée inutilisée, a été annulée le 17 août 2010 par la Cour administrative d'appel de Lyon.
En 2019 la mairie de Beaurepaire a commencé à travailler avec un cabinet d’étude pour permettre la réouverture de la ligne et ainsi la suppression de 200 camions sur la D519[réf. nécessaire].

## Galerie de photographies

Sélection de vues de gares de la ligne.
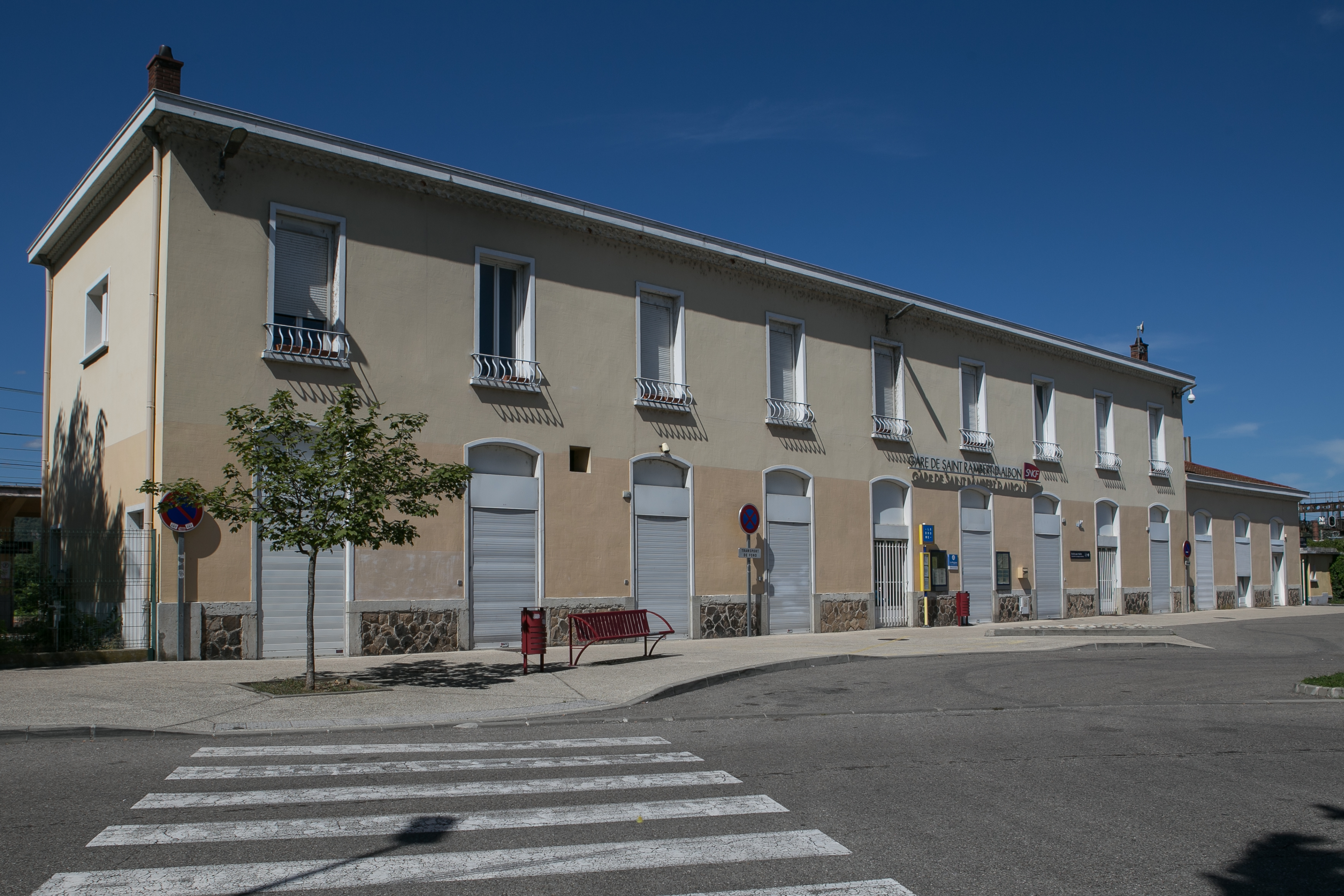
Le bâtiment voyageurs de la gare de Saint-Rambert-d'Albon.
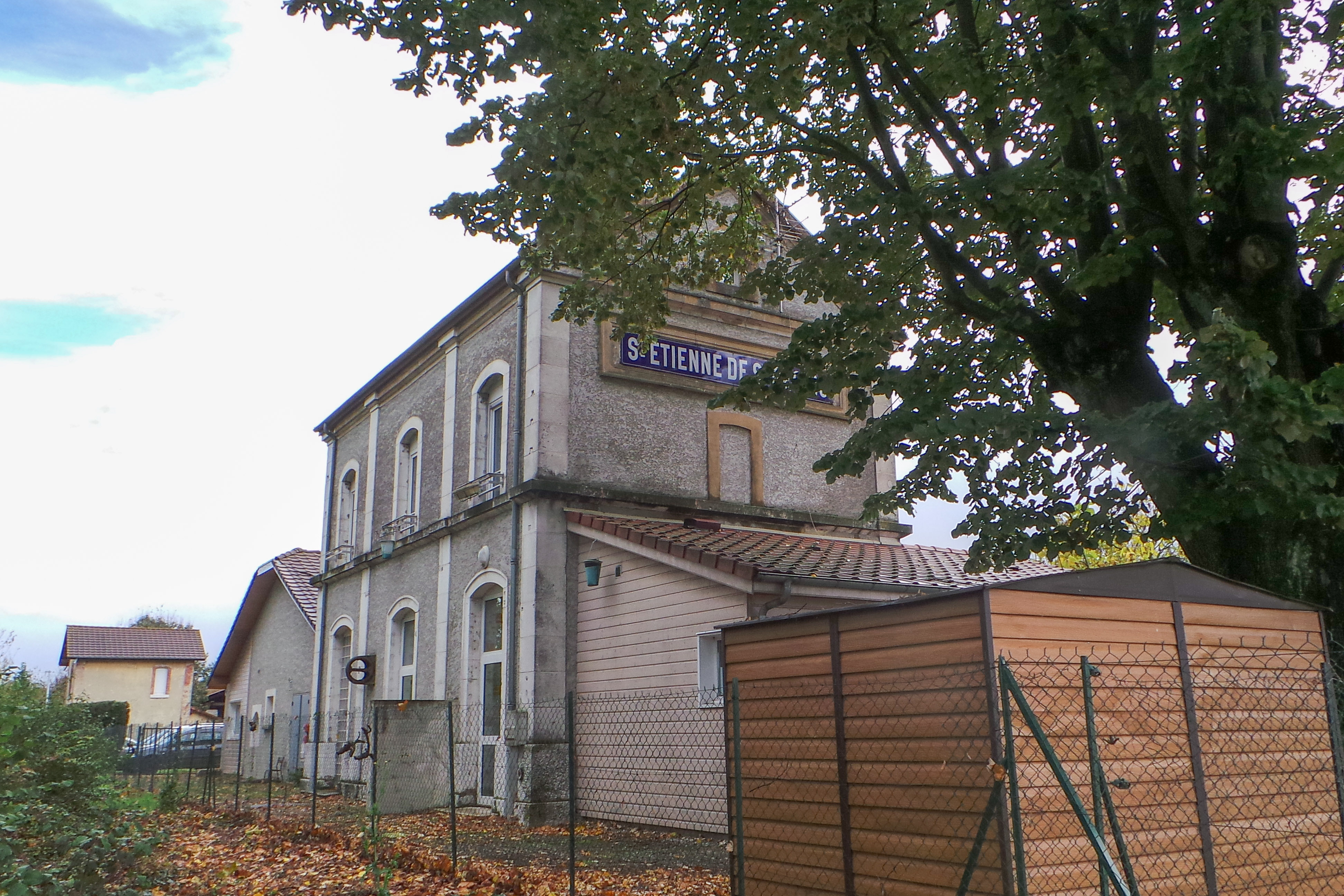
Le bâtiment voyageurs de l'ancienne gare de Saint-Étienne-de-Saint-Geoirs.
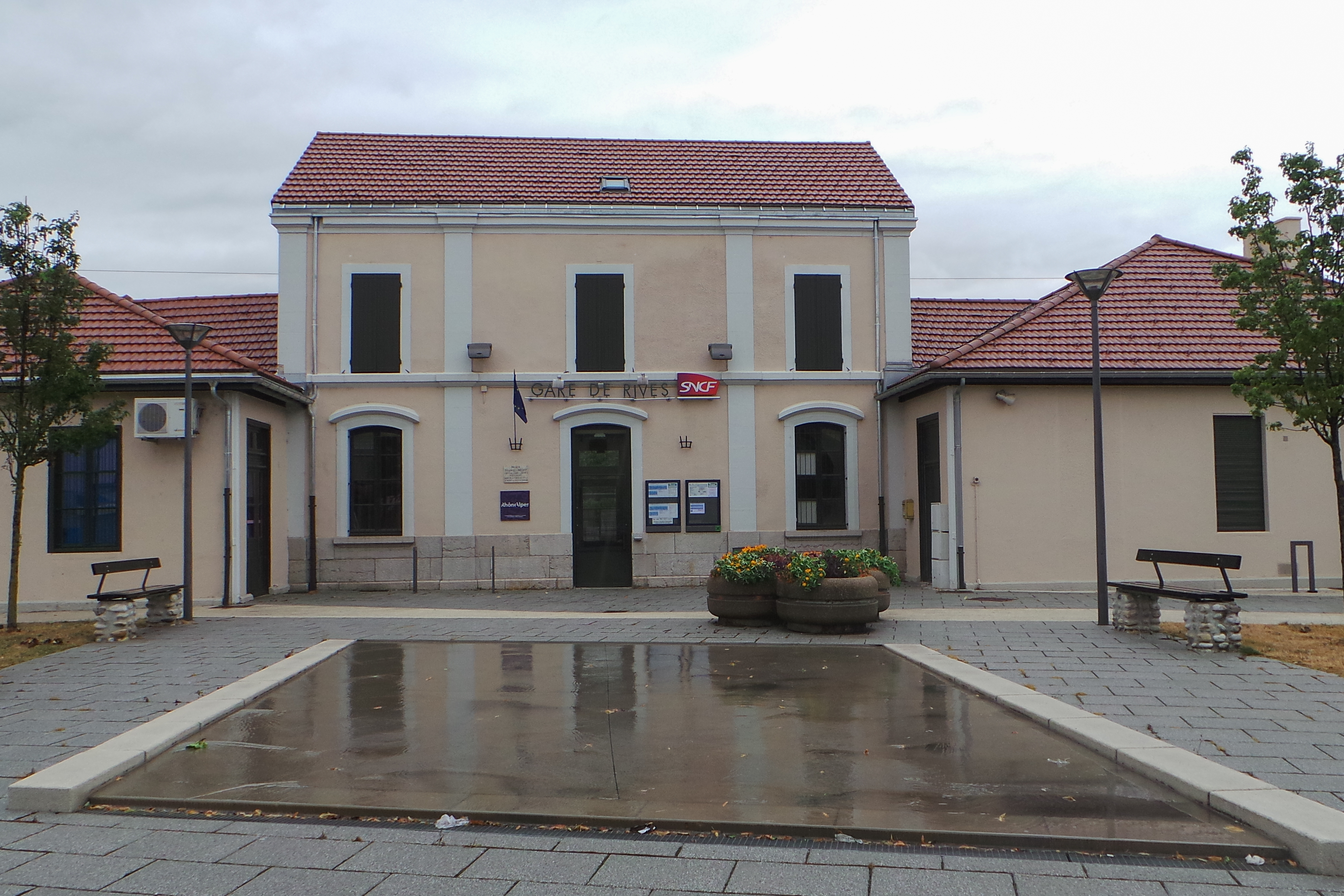
Le bâtiment voyageurs de la gare de Rives.